# Hongdo (Koreastraße)
Hongdo (koreanisch 홍도) ist eine Insel in der Provinz Gyeongsangnam-do (경상남도) vor der südöstlichen Küste von Südkorea.

## Geographie
Die Insel befindet sich rund 75 km südsüdwestlich von Busan (부산광역시) und rund 45 km südöstlich von Tongyeong (통영시) in der Koreastraße (대한해협), die das nordöstlich liegende Japanische Meer mit dem südwestlich befindlichen Ostchinesischen Meer verbindet. Östlich von Hongdo liegt die japanische Insel Tsushima (対馬). Um Hongdo herum befinden sich in unmittelbarerer Nähe fünf weitere kleinere Felseninseln.
Die 98.380 m² große Insel ist rund 600 m lang und misst an ihrer breitesten Stelle rund 356 m. Die höchste Erhebung mit 115 m befindet sich im südöstlichen Teil der Insel, wobei die Klippen Steillagen von mehr als 45° aufweisen.

## Möwenkolonie
Die Insel Hongdo ist in Südkorea als bevorzugte Brutkolonie der Gwaengigalmaegi (괭이갈매기) bekannt, einer Möwenart, die hauptsächlich in Korea, Japan, China und Teilen von Russland beheimatet ist und in der deutschsprachigen Literatur unter Japanmöwe (Larus crassirostris) und im Englischen unter Black-tailed Gull geführt wird. Neben Hongdo bieten die Inseln Dokdo (독도), Nando (난도), Baengnyeongdo (백령도), Chilsando (칠산도) und Chilbaldo (칠발도) ähnlich gute Bedingungen für die Vögel und sind deshalb in Südkorea alle als Schutzgebiete ausgewiesen.
Die felsigen steilen Klippen der Insel Hongdo und ihre Abgeschiedenheit bieten den Vögeln in den Monaten April bis August bei maximal 30,5 °C und 340 mm Niederschlag (April–Juli) ideale Bedingungen, um ihren Nachwuchs großzuziehen. Die Möwen kommen in den frühen Frühlingsmonaten Februar bis März auf die Insel und beginnen im April mit dem Brüten. Außer ihnen kommen keine anderen Seevögel zu der Insel. In der Saison des Jahres 1995 wurden etwa 10.000 Brutpaare gezählt; obwohl aktuellere Daten zurzeit nicht vorliegen, gehen Wissenschaftler von einer inzwischen größeren Population der Vögel aus.

## Flora
Eine für die Insel typische Art von Sauergrasgewächsen (Carex boottiana) dient den Vögeln zum Nestbau. Camellia japonica, Opuntia ficus-indica, Aster spathulifolius und Taraxacum mongolicum sind weitere Pflanzenarten, die auf der Insel beheimatet sind.